# Nanikai
Nanikai ist ein Motu und ein gleichnamiger Ort im Süden des Tarawa-Atolls in den zum Inselstaat Kiribati gehörenden Gilbertinseln im Pazifischen Ozean. 2020 hatte der Ort Nanikai 1256 Einwohner.

## Geographie
Nanikai liegt im Südwesten des Atolls von Tarawa zwischen Ambo (Kiribati) (O) und Bairiki (W). Mit den benachbarten Motus ist die Insel durch den Nanikai–Bairiki Causeway beziehungsweise den Anderson Causeway verbunden. Im Ort Nanikai gibt es eine Kirche der Kiribati Uniting Church und eine katholische Kirche.

## Klima
Das Klima ist tropisch heiß, wird jedoch von ständig wehenden Winden gemäßigt. Ebenso wie die anderen Orte des Tarawa-Atolls wird Nanikai gelegentlich von Zyklonen heimgesucht.

## Überbevölkerung
Verschiedene Orte auf dem Atoll stehen vor dem Problem der Überbevölkerung. Wegen der Arbeitslosigkeit, dem Anstieg des Meeresspiegels auf Grund des Klimawandels sowie der Versalzung der Wasserquellen sind viele Einwohner der äußersten Inseln auf das Atoll ausgewandert. Die meisten Einwanderer haben sich in informellen Ansiedlungen in South Tarawa angesiedelt, wo sich die bevölkerungsreichsten Orte in Kiribati befinden. Die Lebensbedingungen in Orten wie Betio sind schlecht. Die nationale Regierung hat Pläne vorgelegt, um die Probleme zu bekämpfen. Diese Pläne beinhalten die Uferbefestigung, den Aufbau von neuen Siedlungen sowie Arbeitsmobilitätsprogramme für Auswanderer nach Neuseeland und Australien.